# Delarbrea
Delarbrea es un género de fanerógamas perteneciente a la familia  de las miodocarpáceas, que comprende once especies. Anteriormente, este género había sido dispuesto en Araliaceae, pero los análisis filogenéticos sobre datos moleculares indican que las especies que lo constituyen deben incluirse en una familia separada, Myodocarpaceae. Es una parra endémica de Malasia, sudeste del Pacífico y Australia.

## Especies
| - Delarbrea arborea Vieill. ex R.Vig. - Delarbrea balansae Baill. ex R.Vig. - Delarbrea collina Vieill. - Delarbrea crassiuscula Baill. ex R.Vig. - Delarbrea harmsi R.Vig. - Delarbrea lauterbachii Harms - Delarbrea longicarpa R.Vig. - Delarbrea michieana F.Muell. - Delarbrea montana R.Vig. - Delarbrea oblonga Baill. ex R.Vig. - Delarbrea spectabilis Linden & André |